# Hartford City Football Club
Hartford City Football Club é uma agremiação esportiva da cidade de Hartford, Connecticut. Atualmente disputa a National Premier Soccer League.

## História
O clube foi fundado em 2015 com o intuito de Major Arena Soccer League nesse mesmo ano, porém por causa de escândalos envolvendo irregularidades no contrato de aluguel da arena XL Center.
Em novembro de 2016, o clube foi comprado por Aaron Sarwar e foi anunciado como franquia de expansão da NPSL. Seu primeiro jogo oficial foi no dia 6 de maio de 2017 contra o Kingston Stockade FC.